# Mesoplodon
Mesoplodon és un gènere de zífids que conté una quinzena d'espècies, cosa que en fa el gènere més gran de l'ordre dels cetacis. Se n'han descrit espècies tan recentment com el 1991 (balena de bec del Perú) i el 2002 (zífid de Perrin) i els biòlegs marins prediuen el descobriment de més espècies al futur. També són el grup menys conegut de mamífers grossos. El nom Mesoplodon ve del grec meso- (mig) - hopla (armes) - odon (dents) i es pot traduir com a ‘armat amb una dent al centre’.